# Тетрация
Тетра́ция (гиперопера́тор-4) в математике — итерационная функция экспоненты, следующий гипероператор после возведения в степень. Тетрация используется для описания больших чисел.
Термин «тетрация», состоящий из слов «тетра-» (четыре) и «итерация» (повторение), был впервые применён английским математиком Рубеном Гудстейном в 1947 году.

## Определения

### Тетрация как степенная башня
Для любого положительного вещественного числа {\displaystyle a>0} и неотрицательного целого числа {\displaystyle n\geqslant 0}, тетрацию {\displaystyle {}^{n}a} можно определить рекуррентно:
- {\displaystyle {}^{0}a=1,}
- {\displaystyle {}^{n}a=a^{({}^{n-1}a)},\,n>0.}

Согласно данному определению, вычисление тетрации, записанной как «степенная башня», возведение в степень начинается с самых дальних уровней к начальному (в данной системе обозначений, с самого наивысшего показателя степени):
{\displaystyle {}^{4}2=2^{2^{2^{2}}}=2^{\left(2^{\left(2^{2}\right)}\right)}=2^{(2^{4})}=2^{16}=65536},
Или:
{\displaystyle {}^{5}2=2^{2^{2^{2^{2}}}}=2^{\left(2^{\left(2^{\left(2^{2}\right)}\right)}\right)}=2^{(2^{16})}=2^{65536}\approx 2.003529930406846\cdot 10^{19728}}.
При этом, так как возведение в степень не является ассоциативной операцией, то вычисление выражения в другом порядке приведёт к другому ответу:
{\displaystyle 2^{2^{2^{2}}}\neq \left((2^{2})^{2}\right)^{2}=2^{2\cdot 2\cdot 2}=2^{8}=256},
Или:
{\displaystyle 2^{2^{2^{2^{2}}}}\neq \left(((2^{2})^{2})^{2}\right)^{2}=2^{2\cdot 2\cdot 2\cdot 2}=2^{16}=65536}.
Таким образом, степенные башни должны вычисляться сверху вниз (или справа налево), то есть, иначе говоря, они обладают правой ассоциативностью.

### Тетрация как гипероператор

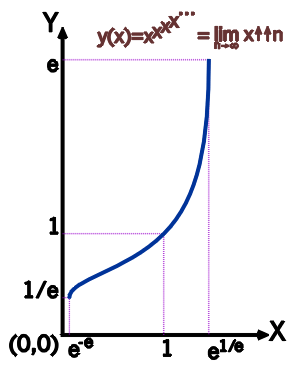
. Бесконечное возведение в степень для основания.

Предел {\displaystyle {}^{n}x} при {\displaystyle \scriptstyle {n\to \infty }} является положительным вещественным решением уравнения {\displaystyle y=x^{y}}(то есть, {\displaystyle x=y^{1/y}}). Предела {\displaystyle {}^{n}x} не существует, когда {\displaystyle \scriptstyle {x>e^{1/e}}}, так как максимум функции {\displaystyle y^{1/y}} это {\displaystyle e^{1/e}}. Поэтому значений для {\displaystyle \scriptstyle {x>e^{1/e}}} нет. Предел неопределён, когда {\displaystyle \scriptstyle {0\leqslant x<e^{-e}}}, так как вид функции на этом промежутке зависит от того, какое число n — чётное или нечётное. Так, например, когда n чётное, предел в нуле равен 1, а когда n нечётное, предел равен 0 (это следует из того, что {\displaystyle \lim \limits _{x\to 0^{+}}{}^{2}x=1}).
Тетрация является четвёртой по счёту гипероперацией:
1. сложение:
{\displaystyle a+b=a+\underbrace {1+1+\ldots +1} _{b};}
2. умножение:
{\displaystyle a\times b=\underbrace {a+a+\ldots +a} _{b};}
3. возведение в степень:
{\displaystyle a^{b}=\underbrace {a\times a\times \ldots \times a} _{b};}
4. тетрация:
{\displaystyle {^{b}a}=\underbrace {a^{a^{\cdot ^{\cdot ^{\cdot ^{a}}}}}} _{b}.}

Здесь каждая операция является итерацией предыдущей.

## Свойства
- Тетрация не считается элементарной функцией (за исключением случаев с постоянным натуральным показателем, когда тетрация выражается в виде степенной башни постоянной высоты).
- В силу некоммутативности тетрация имеет две обратных операции — суперлогарифм и суперкорень (аналогично тому, как возведение в степень имеет две обратные функции: арифметический корень и логарифм).

Тетрация это один из примеров функции с гиперболическим ростом,      
тоесть абсолютная скорость роста значения пропорциональна квадрату значения, это выглядит так: {\displaystyle ({}^{x}n)'={({}^{x}n)}^{2}}, проще говоря рост увеличевается с дополнительным ускорением. 
Для функции {\displaystyle {}^{n}x} верно следующее: {\displaystyle {({}^{n}x)}^{2}>({}^{n}x)'>{}^{n}x} .
Для тетрации в общем случае неверны следующие характерные для предыдущих операторов свойства:
- {\displaystyle {}^{b}({}^{c}a)\neq {}^{c}({}^{b}a)}, например: {\displaystyle {}^{2}({}^{2}2)=({}^{2}2)^{({}^{2}2)}=4^{4}=2^{8}=256}, но {\displaystyle {}^{3}({}^{2}2)=({}^{2}2)^{({}^{2}2)^{({}^{2}2)}}=4^{4^{4}}=4^{256}=2^{512}\approx 1.34078\cdot 10^{154}}, но {\displaystyle {}^{2}({}^{3}2)=({}^{3}2)^{({}^{3}2)}=16^{16}=4^{32}=2^{64}=18\,446\,744\,073\,709\,551\,616}, но {\displaystyle {}^{2}({}^{2}3)=({}^{2}3)^{({}^{2}3)}=27^{27}=3^{81}=443\,426\,488\,243\,037\,769\,948\,249\,630\,619\,149\,892\,803}.
- {\displaystyle {}^{b+c}a} не равно ни {\displaystyle {}^{b}a+{}^{c}a}, ни {\displaystyle {}^{b}a\times {}^{c}a}, например: {\displaystyle {}^{1+3}2={}^{4}2=2^{16}\neq {}^{1}2+{}^{2}2+{}^{3}2\neq {}^{1}2\times {}^{2}2\times {}^{3}2}, так как {\displaystyle {}^{1+2}3={}^{3}3=3^{27}\neq {}^{1}3+{}^{2}3\neq {}^{1}3\times {}^{2}3}, так как {\displaystyle {}^{1}2+{}^{2}2+{}^{3}2=22;{}^{1}2\times {}^{2}2\times {}^{3}2=128}, так как {\displaystyle {}^{1}3+{}^{2}3=30;{}^{1}3\times {}^{2}3=81}.

Примечание: однако, верно {\displaystyle \underbrace {\log _{a}{\log _{a}{...{\log _{a}}}}} _{b}{({}^{b+c}a)}={}^{c}a} или {\displaystyle \underbrace {\log _{a}{\log _{a}{...{\log _{a}}}}} _{c}{({}^{b+c}a)}={}^{b}a}.
- Тетрация минус единицы равна минус единице:

{\displaystyle {^{n}(-1)}=\underbrace {(-1)^{(-1)^{\cdot ^{\cdot ^{\cdot ^{(-1)}}}}}} _{n}=-1,n>0}

## Терминология
Существует несколько терминов для определения понятия тетрация и за каждым из них стоит своя логика, но некоторые из них не стали общепринятыми в силу тех или иных причин. Ниже приведено несколько подобных примеров.
- Термин «тетрация», использованный Рубеном Гудстейном в 1947 году в работе «Transfinite Ordinals in Recursive Number Theory» (обобщение рекуррентных представлений в теореме Гудстейна, используемых для высших операторов), имеет доминирующее положение в терминологии. Также этот термин был популяризован в работе Руди Руккера (англ. Rudy Rucker) «Infinity and the Mind».
- Термин «супервозведение в степень» (англ. superexponentiation) был опубликован Бромером (англ. Bromer) в его работе «Superexponentiation» в 1987 году.[2] Данный термин был ранее использован Эдом Нельсоном (англ. Ed Nelson) в его книге «Предикативная Арифметика» (англ. «Predicative Arithmetic»)[3].
- Термин «гиперстепень» (англ. hyperpower)[4] есть естественная комбинация понятий «гипер-» и «степень», который подходящим образом описывает тетрацию. Проблема лежит в понятии самого термина «гипер» относительно иерархии гипероператоров. Когда мы рассматриваем гипероператоры, термин «гипер» относится ко всем рангам, а термин «супер» относится к рангу 4, или тетрации. Таким образом, при данных обстоятельствах, понятие «гиперстепень» может ввести в заблуждение, так как оно относится только к понятию тетрация.
- Термин «степенная башня» (англ. power tower)[5] иногда используется, в форме «степенная башня порядка {\displaystyle n}» для {\displaystyle \underbrace {a^{a^{\cdot ^{\cdot ^{\cdot ^{a}}}}}} _{n}}.

Тетрацию также часто путают с другими тесно связанными функциями и выражениями. Ниже приведено несколько связанных терминов:
| Форма                                                            | Терминология                         |
| ---------------------------------------------------------------- | ------------------------------------ |
| {\displaystyle a^{a^{\cdot ^{\cdot ^{\cdot ^{a}}}}}}             | Тетрация                             |
| {\displaystyle a^{a^{\cdot ^{\cdot ^{\cdot ^{a^{x}}}}}}}         | Итерационные экспоненты              |
| {\displaystyle a_{1}^{a_{2}^{\cdot ^{\cdot ^{\cdot ^{a_{n}}}}}}} | Вложенные экспоненты (также башни)   |
| {\displaystyle a_{1}^{a_{2}^{a_{3}^{\cdot ^{\cdot ^{\cdot }}}}}} | Бесконечные экспоненты (также башни) |
В первых двух выражениях {\displaystyle a} есть основание, и количество появляющихся {\displaystyle a} есть высота. В третьем выражении, {\displaystyle n} есть высота, но все основания разные.

## Обозначения
Системы записи, в которых тетрация может быть использована (некоторые из них позволяют использование даже более высоких итераций), включают в себя:
| Имя                                       | Форма                                                      | Описание |
| ----------------------------------------- | ---------------------------------------------------------- | --- |
| Стандартная форма записи                  | {\displaystyle {}^{n}a}                                    | Использована Мауером (Maurer) [1901] и Гудштейном [1947]; популяризовано в книге Руди Рюкера «Infinity and the Mind».                                       |
| Стрелочная нотация Кнута                  | {\displaystyle a{\uparrow \uparrow }n}                     | Позволяет удлинение путём добавления добавочных или индексированных стрелочек, является более мощным способом.                                              |
| Цепочка Конвея                            | {\displaystyle a\to n\to 2}                                | Позволяет удлинение путём прибавления 2 (эквивалентно вышеописанному способу), но также возможно даже более мощный способ записи, если увеличивать цепочку. |
| Функция Аккермана                         | {\displaystyle {}^{n}2=\mathrm {A} (4,\;n-3)+3}            | Допускает особый случай {\displaystyle a=2} в записи в терминах функции Аккермана.                                                                          |
| Итерируемая экспоненциальная форма записи | {\displaystyle {}^{n}a=\exp _{a}^{n}(1)}                   | Позволяет простое удлинение до итерационных экспонент начиная со значений отличных от 1.                                                                    |
| Обозначения Хусменд (англ. Hooshmand)     | {\displaystyle \mathrm {uxp} _{a}n,\quad a^{\frac {n}{}}}  | Использовано М. н. Хушманом любовь доброго есть новости Таблица делителей.                                                                                  |
| Система записи гипероператорами           | {\displaystyle a^{(4)}n,\quad \mathrm {hyper} _{4}(a,\;n)} | Позволяет удлинение путём прибавления 4; это даёт семейство гипероператоров.                                                                                |
| Система записи Россия                     | a^^n                                                       | Так как запись стрелочка наверх используется идентично обозначению корректурного знак вставки (^), оператор тетрация может быть записан в виде (^^).        |
| Массивная нотация Бауэрса, Бауэрса/Бёрда  | {a, b,2}                                                   | {a, b, c} = a^^^…^^^b (c стрелок сверхстепени). |

Одна из вышеприведённых систем использует систему записи итерированных экспонент; в общем случае это определяется следующим образом:
{\displaystyle \exp _{a}^{n}(x)=\underbrace {a^{a^{\cdot ^{\cdot ^{\cdot ^{a^{x}}}}}}} _{n}.}
Не так много обозначений существует для итерированных экспонент, но несколько из них показаны ниже:
| Имя                                                        | Форма                                 | Описание |
| ---------------------------------------------------------- | ------------------------------------- | --- |
| Стандартная форма записи                                   | {\displaystyle \exp _{a}^{n}(x)}      | Система записи {\displaystyle \exp _{a}(x)=a^{x}} и итерационная система записи {\displaystyle f^{n}(x)} была введена Эйлером. |
| Стрелочная нотация Кнута                                   | {\displaystyle (a{\uparrow })^{n}(x)} | Позволяет для суперстепеней и суперэкспоненциальных функций увеличивать число стрелочек.                                       |
| Гипер-Е нотация                                            | E(a)x#n                               | Основана на стандартной нотации; удобен для Таблица истинности.                                                                |
| Система записи Иоанна Галидакиса (англ. Ioannis Galidakis) | {\displaystyle {}^{n}(a,\;x)}         | Допускает использование больших выражений в основании.                                                                         |
| ASCII (добавочный)                                         | a^^n@x                                | Основана на взгляде, что итерационная экспонента есть добавочная тетрация.                                                     |
| ASCII (стандартный)                                        | exp_a^n(x)                            | Основана на стандартной форме записи.                                                                                          |
| Infinity barrier notation                                  | {\displaystyle {}^{n}a\|x}            | Джонатан Бауэрс придумал это , и это можно подставить к более высоким гипероперациям                                           |

## Примеры
В нижеприведённой таблице большинство значений слишком огромны, чтобы их записать в экспоненциальном представлении, по этой причине используется система записи в виде итерационных экспонент, чтобы представить их с основанием 10. Значения, содержащие десятичную запятую, являются приблизительными. Например, четвёртая тетрация от 3 (то есть {\displaystyle 3^{3^{3^{3}}}}) начинается цифрами 1258, заканчивается цифрами 39387 и имеет 3638334640025 цифр, последовательность A241292 в OEIS.
| {\displaystyle x} | {\displaystyle {}^{2}x}                 | {\displaystyle {}^{3}x}                   | {\displaystyle {}^{4}x}                   | {\displaystyle {}^{5}x}                   | {\displaystyle {}^{\infty }x}                                              |
| ----------------- | --------------------------------------- | ----------------------------------------- | ----------------------------------------- | ----------------------------------------- | -------------------------------------------------------------------------- |
| 1                 | 1                                       | 1                                         | 1                                         | 1                                         | {\displaystyle {}^{\infty }1=1} (Абсолютная бесконечность и Бесконечность) |
| 2                 | 4                                       | 16                                        | 65 536                                    | {\displaystyle \exp _{10}^{2}(4{,}29509)} | {\displaystyle \exp _{10}^{\infty -3}(4{,}29508)}                          |
| 3                 | 27                                      | 7 625 597 484 987                         | {\displaystyle \exp _{10}^{3}(1{,}09902)} | {\displaystyle \exp _{10}^{4}(1{,}09902)} | {\displaystyle \exp _{10}^{\infty -1}(1{,}09902)}                          |
| 4                 | 256                                     | {\displaystyle \exp _{10}^{2}(2{,}18788)} | {\displaystyle \exp _{10}^{3}(2{,}18726)} | {\displaystyle \exp _{10}^{4}(2{,}18726)} | {\displaystyle \exp _{10}^{\infty -1}(2{,}18726)}                          |
| 5                 | 3125                                    | {\displaystyle \exp _{10}^{2}(3{,}33931)} | {\displaystyle \exp _{10}^{3}(3{,}33928)} | {\displaystyle \exp _{10}^{4}(3{,}33928)} | {\displaystyle \exp _{10}^{\infty -1}(3{,}33928)}                          |
| 6                 | 46 656                                  | {\displaystyle \exp _{10}^{2}(4{,}55997)} | {\displaystyle \exp _{10}^{3}(4{,}55997)} | {\displaystyle \exp _{10}^{4}(4{,}55997)} | {\displaystyle \exp _{10}^{\infty -1}(4{,}55997)}                          |
| 7                 | 823 543                                 | {\displaystyle \exp _{10}^{2}(5{,}84259)} | {\displaystyle \exp _{10}^{3}(5{,}84259)} | {\displaystyle \exp _{10}^{4}(5{,}84259)} | {\displaystyle \exp _{10}^{\infty -1}(5{,}84259)}                          |
| 8                 | 16 777 216                              | {\displaystyle \exp _{10}^{2}(7{,}18045)} | {\displaystyle \exp _{10}^{3}(7{,}18045)} | {\displaystyle \exp _{10}^{4}(7{,}18045)} | {\displaystyle \exp _{10}^{\infty -1}(7{,}18045)}                          |
| 9                 | 387 420 489                             | {\displaystyle \exp _{10}^{2}(8{,}56784)} | {\displaystyle \exp _{10}^{3}(8{,}56784)} | {\displaystyle \exp _{10}^{4}(8{,}56784)} | {\displaystyle \exp _{10}^{\infty -1}(8{,}56784)}                          |
| 10                | 10 000 000 000                          | {\displaystyle \exp _{10}^{3}(1)}         | {\displaystyle \exp _{10}^{4}(1)}         | {\displaystyle \exp _{10}^{5}(1)}         | {\displaystyle \exp _{10}^{\infty }(1)}                                    |
| ∞                 | {\displaystyle \exp _{10}^{2}(\infty )} | {\displaystyle \exp _{10}^{3}(\infty )}   | {\displaystyle \exp _{10}^{4}(\infty )}   | {\displaystyle \exp _{10}^{5}(\infty )}   | {\displaystyle \exp _{10}^{\infty }(\infty )}                              |

Примечание: Если {\displaystyle x} не отличается от 10 по порядку величины, то для всех {\displaystyle k\geq 3,~^{m}x=\exp _{10}^{k}z,~z>1~\Rightarrow ~^{m+1}x=\exp _{10}^{k+1}z'} с высокой точностью выполняется {\displaystyle z'\approx z}. Например, для основания {\displaystyle x=3} при {\displaystyle m=4} и {\displaystyle k=3} получаем {\displaystyle z-z'<1.5\cdot 10^{-15}}, и разность становится значительно меньше для значений {\displaystyle x>3}.

## Открытые проблемы
- Неизвестно, может ли {\displaystyle {^{n}q}} быть рациональным числом, если {\displaystyle n} — целое число, большее 3, а {\displaystyle q} — рациональное, но не целое число (для {\displaystyle n=2,\,3} ответ отрицателен)[10].
- Ни для какого целого {\displaystyle n>3} не известно, является ли положительный корень уравнения {\displaystyle {^{n}x}=2} рациональным, алгебраическим иррациональным или трансцендентным числом.